# Джо Флетчер
Джо Флетчер (англ. Joseph Wiltshire Fletcher; 10 вересня 1976) — колишній канадський футбольний арбітр з Ніагара-Фоллз, Онтаріо. Нині він є менеджером по роботі зі старшими помічниками суддів Професійної суддівської організації. Арбітр ФІФА з 2007 по 2019 роки.
Флетчер також відомий в бухгалтерських колах як дипломований професійний бухгалтер, який був позбавлений цього звання CPA Canada у 2020 році. Флетчер був притягнутий до дисциплінарної відповідальності за неправомірне отримання позик від своїх клієнтів на суму 14,2 мільйона доларів і фальсифікацію документів для приховування своїх неправомірних дій.

## Кар'єра
Флетчер почав працювати суддею в 1999 році в Канадській професійній футбольній лізі, отримавши таку можливість від Тоні Камачо, тодішнього директора із суддівства CPSL.
Коли влітку 2007 року в Канаді проходив чемпіонат світу з футболу серед юнаків до 20 років, він був обраний одним з асистентів арбітра турніру. У 2007 році він обслуговував фінальний матч Open Canada Cup 2007. 2007 року його також визнали найкращим арбітром року в Канадській футбольній лізі (CSL). 2012 року Канадська футбольна асоціація (CSA) вибрала Флетчера лауреатом Меморіальної нагороди Рея Моргана, а 2015 року — міжнародної нагороди «За міжнародні досягнення в канадському футболі».
У 2012 році Флетчер працював асистентом арбітра на Олімпіаді 2012 року.
У 2018 році він був визнаний асистентом арбітра року MLS. 18 січня 2019 року він залишив суддівську кар'єру та працював інструктором арбітрів CSA. У січні 2020 року його призначили менеджером старших помічників суддів у Професійній суддівській організації (PRO).
Поза футболом Флетчер працював бухгалтером. У 2020 році Флетчер був відсторонений від роботи Спілкою професійних бухгалтерів Онтаріо за неналежну поведінку, після того, як його викрили на неправомірному запозиченні грошей у клієнтів і фальсифікації аудиторських перевірок, щоб приховати виявлені порушення.

### Кубок світу
Він був обраний асистентом арбітра на чемпіонат світу з футболу 2014 року.
У 2018 році Флетчер був обраний асистентом арбітра на чемпіонат світу з футболу 2018 року в Росії, що стало його другим призначенням на чемпіонат світу. Він був асистентом VAR арбітра на іграх Аргентина — Ісландія та Уругвай — Португалія. Він також був асистентом арбітра матчів Португалія — Марокко, Південна Корея — Німеччина та матча плей-офф Колумбія — Англія.

## Нагороди
- Меморіальна премія Рея Моргана: 2012, 2019